# Nikolaï Slitchenko
Nikolaï Slitchenko (en russe : Никола́й Алексе́евич Сличе́нко, Nikolaï Alekseïevitch Slitchenko), né le 27 décembre 1934 dans l'oblast de Koursk et mort le 2 juillet 2021, est un acteur, chanteur et metteur en scène soviétique, puis russe, Artiste du peuple de l'URSS (1981). L'un des représentants les plus connus de la culture tzigane en URSS, il est depuis 1977 metteur en scène et directeur artistique du Théâtre Romen,.

## Biographie
Nikolaï Slitchenko naît près de Belgorod dans une famille de Roms sédentarisés. En 1942, lors de la Grande Guerre patriotique, son père est fusillé par les Allemands.
Après la guerre, la famille s'installe dans le kolkhoze tzigane dans l'oblast de Voronej, où Nikolaï entend pour la première fois parler de l'existence d'un théâtre tsigane à Moscou. C'est seulement en 1951, qu'il rejoint la troupe du théâtre Romen. En 1952, à la représentation des Quatre fiancés de Vano Khroustalev à Zagorsk, il est amené à remplacer Sergueï Chichkov, soudain malade, qui jouait Leks. Par la suite, il interprétera d'autres rôles dans ce même spectacle. Il tourne aussi dans quelques films.
En 1972, Slitchenko est diplômé des cours supérieurs des réalisateurs de l'Académie russe des arts du théâtre, où il étudie sous la direction d'Andreï Gontcharov (ru).
En 1977, on le nomme directeur artistique du théâtre Romen. Afin de préparer les nouveaux acteurs pour sa troupe, il ouvre une formation spéciale au sein de l'école de musique Gnessine et à l'Institut d'art dramatique Boris Chtchoukine.
Le 4 décembre 1998, une étoile à son nom est apposée sur la Place des étoiles (ru) sur la rive gauche de la Moskova dans le district Tverskoï.

## Filmographie partielle
- 1967 : Les Noces à Malinovka (Свадьба в Малиновке) d'Andreï Toutychkine : Petria